# Jacques Audiberti
Jacques Séraphin Audiberti (* 25. März 1899 in Antibes; † 10. Juli 1965 in Paris) war ein französischer Lyriker, Schriftsteller, Dramatiker und Journalist.
Audiberti wurde von Victor Hugo und Stéphane Mallarmé beeinflusst; auch Symbolismus und Surrealismus wirkten auf ihn ein. Er entwickelte eine sehr bildreiche und melodiöse Sprache. Im Hintergrund seiner Themen steht die Polarität und Gleichzeitigkeit von Gut und Böse.
Zu seinen Lebzeiten ausschließlich als Theaterautor über die französischen Landesgrenzen hinaus bekannt, ist das Œuvre von Audiberti heutzutage nur noch in Frankreich präsent. Für den Erhalt und die öffentliche Wahrnehmung seines Schaffens engagiert sich die Association des amis de Jacques Audiberti, in der auch seine Tochter Marie-Louise Audiberti tätig ist.

## Biographie

### Antibes 1899–1924

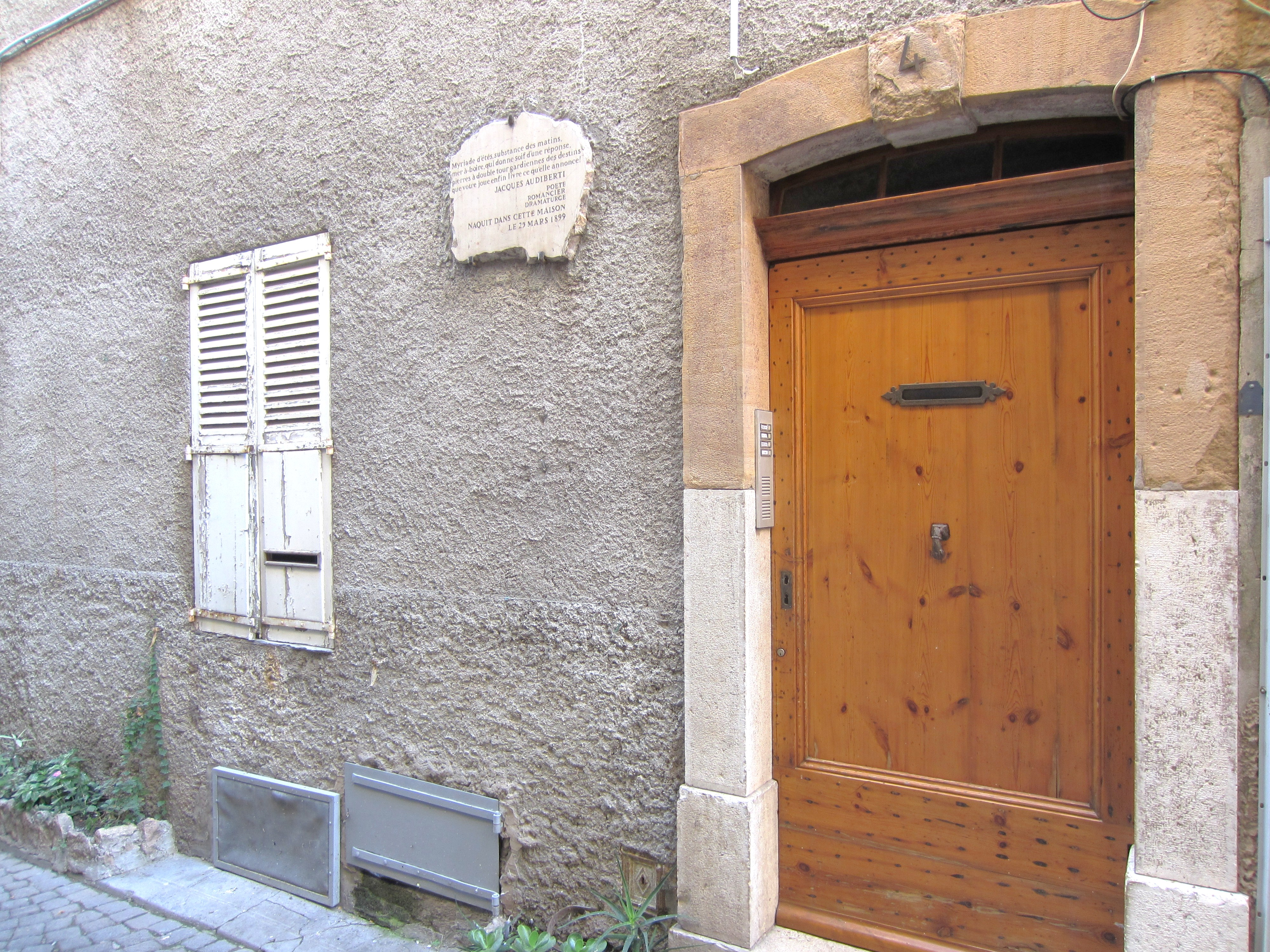
Jacques Audibertis Geburtshaus in Antibes

Jacques Audiberti kam am 25. März 1899 in Antibes als Sohn von Louis Audiberti und Victorine Médard auf die Welt. Er stammte aus einfachen Verhältnissen. Sein Vater war Maurermeister. Audiberti erarbeitete sich sehr eigenständig die Kultur seines Landes. Mit zwölf Jahren begann er Gedichte zu schreiben, als er 15 war, erschienen von ihm regelmäßig Beiträge über das alltägliche Leben in einer lokalen Zeitung (Réveil d’Antibes).

### Paris 1924–1965
1924/1925 kam Audiberti nach Paris. Dort schrieb er zunächst für Zeitungen (Le Journal, Le Petit Parisien).
1936 heiratete er eine Lehrerin, die aus Martinique stammte. Mit ihr hatte er zwei Töchter.
1929/30 erschien im Selbstverlag der erste Gedichtband (Empire et la Trappe).
1937/38 kamen der erste Roman, Abraxas, und ein weiterer Gedichtband (Race des hommes) heraus.
1941 wurde die nächste Gedichtsammlung herausgegeben (Des tonnes de semence).
Audiberti arbeitete trotz des Verfassens größerer Werke weiter für Zeitungen (NRF, Aujourd’hui, Comœdia, Cahiers du cinéma) und konnte während des Zweiten Weltkriegs nur sehr mager durchs Schreiben überleben.
Nach dem Krieg wurde er überwiegend durchs Theater bekannter. 1945 wurde sein dialogischer Text Quoat-Quoat aufgeführt, den er ursprünglich gar nicht für das Theater geschrieben hatte. Danach schrieb Audiberti bis 1961 über 20 Theaterwerke, zunächst Le mal court (1947).
Er starb 1965 nach zwei Operationen an Darmkrebs und wurde auf dem Cimetière parisien de Pantin beigesetzt.

#### Als Journalist
Während des Zweiten Weltkrieges, vom 21. Juni 1941 bis zum 11. September 1943, beteiligte sich Jacques Audiberti mit zahlreichen Beiträgen zum Film an der durchaus dem Nationalsozialismus kritisch gegenüber stehenden Kulturzeitschrift Comœdia. Auf die Empfehlung von François Truffaut beteiligte sich Jacques Audiberti an der damals noch jungen Filmzeitschrift Cahiers du cinéma. Von 1954 bis 1956 verfasste er dabei Texte, die seine Liebe zum Kino mannigfaltig unterstreichen.

#### Als Dramatiker
Nach dem Ende des Zweiten Weltkrieges erlangte Jacques Audiberti, vor allem auch in Amerika und Deutschland, einen gewissen Bekanntheitsgrad als Theaterautor. Dabei müssen seine Stücke abseits des Absurden Theaters, das sich in den 1950er Jahren herausbildete, betrachtet werden.

## Auszeichnungen
- 1938 Prix Mallarmé
- 1955 Prix Veillon für Les Jardins et les Fleuves
- 1964 Prix des Critiques für Ange aux entrailles

## Werke
(In der zeitlichen Reihenfolge ihrer Erstveröffentlichung oder Uraufführung geordnet)
| - L’Empire et la Trappe. (Gedichte) 1930 - Race des Hommes. (Gedichte) 1937 - Abraxas. (Roman) 1938 - Des Tonnes de Semence. (Gedichte) 1941 - Carnage. (Roman) 1942 - Toujours. (Gedichte) 1944 - Nâ. (Roman) 1944 - Quoat-Quoat. (Drama) 1945 - Vive Guitare. (Gedichte) 1946 - Monorail. (Roman) 1946 - L’Opéra du monde, le Victorieux et Talent. (Roman) 1947 - Le mal court. (Drama) 1947 - L’Ampélour. (Drama) 1948 - Les Femmes du bœuf. (Drama) 1948 - La Fête noire. (Drama) 1949 - Cent Jours. (Roman) 1950 - Le Maître de Milan. (Roman) 1950 - La Pluie sur les Boulevards. (Gedichte) 1950 - Marie Dubois. (Roman) 1952 - Rempart. (Gedichte) 1953 - La Logeuse. (Drama) 1953 - Le Ouallou. (Drama) 1953 | - Altanima. (Drama) 1953 - L’Effet Glapion. (Drama) 1953 - Les Naturels du Bordelais. (Drama) 1953 - Les Jardins et les Fleuves. (Roman) 1954 - Molière dramaturge. (Essay) 1954 - Cavalier seul. (Drama) 1955 - La Poupée. (Roman) 1956 - La Hobereaute. (Drama) 1956 - Cœur à cuire. (Drama) 1961 - Le Soldat Dioclès. (Drama) 1961 - La Fourmi dans le corps. (Drama) 1961 - Les Patients. (Drama) 1961 - L’Armoire. (Drama) 1961 - Un bel enfant. (Drama) 1961 - Pomme, pomme, pomme. (Drama) 1962 - Bâton et ruban. (Drama) 1962 - Boutique fermée. (Drama) 1962 - La Brigitta. (Drama) 1962 - Les tombeaux ferment mal. (Roman) 1963 - Ange aux entrailles. (Gedichte) 1964 - Dimanche m’attend. (Tagebuch, bis zum Vortag seines Todes) 1965 |

## Bibliographie (Auswahl)

### Primärliteratur (Ausgaben)
- Jacques Audiberti, Molière dramaturge, Paris: L’arche 1954.
- Jacques Audiberti, Molière, Paris: L’arche 1972; (Original 1954).
- Jacques Audiberti, Theaterstücke 1. Herausgegeben und mit einem Nachwort versehen von Max Hölzer, Neuwied, Berlin: Luchterhand, 1961.

### Sekundärliteratur
- Michel Giroud, Jacques Audiberti, Paris: Éd. Univ. 1967.
- Léonor Fini: Jacques Audiberti, in Vive la littérature! Französische Literatur der Gegenwart. Hg. Verena von der Heyden-Rynsch. Hanser, München 1989, S. 21, 23 (mit Foto), in Deutsch
- Jacques Audiberti. The Drama of the Savage God, in: George Wellwarth: The theatre of protest and paradox: developments in the avant-garde drama. New York : New York University Press, 1964, S. 73–84